# Didier, el meu fidel amic
Didier, el meu fidel amic (títol original: Didier) és una pel·lícula francesa dirigida per Alain Chabat, estrenada l'any 1997. El director va rebre, per aquest film, un César a la millor primera pel·lícula l'any 1998. Ha estat doblada al català.

## Argument
Jean-Pierre, agent de futbol, accepta guardar Didier, el gos d'Annabelle, una amiga periodista. Durant la nit, el labrador pren l'aparença humana, però resta psicològicament un gos. No és el millor moment i Jean-Pierre s'ha d'enfrontar amb Richard, l'amo del club de futbol del qual és agent, Jean-Pierre no necessitava un problema suplementari, a més de les seves preocupacions amb els seus jugadors estrelles, en principi Baco, després Fabrice lesionat just una setmana abans un partit molt important contra el PSG. Didier revela certes dots futbolístiques i l'ajuda a reemplaçar els jugadors ferits. A més, acabarà fins i tot per reconciliar Jean-Pierre i la seva amiga Maria.

## Repartiment
- Jean-Pierre Bacri: Jean-Pierre Costa, un agent de futbolistes
- Alain Chabat: Didier / Didje Hazanavicius, el gos d'Annabelle
- Isabelle Gélinas: Maria, l'ex amiga de Jean-Pierre
- Lionel Abelanski: Charlie Abitbol, un company de Jean-Pierre
- Michel Bompoil: Coco, l'ajudant de Richard
- Jean-Marie Frin: Richard Guerra el PDG del club de futbol
- Zinedine Soualem: Camel Mimouni, l'entrenador de l'equip de futbol
- Jacques Vincey: Adolf, el cap dels skins
- Caroline Cellier: Annabelle, una amiga de Jean-Pierre, periodista de cinema
- Chantal Lauby: Solange, una col·lega d'Annabelle
- Josiane Balasko: Mme Massart, una podòloga-hipnotisadora
- Dominique Farrugia: un seguidor del Paris Sant-Germain Football Club (PSG)
- Dieudonné: Jean, un comentador esportiu
- Serge Hazanavicius: Jean-Philippe, un comentador esportiu
- Jean Seaille: Bruno Miriel
- Isabelle Alexis: Barbara
- Marie-Charlotte Dutot: Camille
- Christian Gazio: l'infermer
- Michel Torces: el serraller
- Claude Berri: un tipus a l'aeroport
- Jérôme Seydoux: l'altre tipus a l'aeroport

## Al voltant de la pel·lícula
- En el moment de la seva visita al pis de Costa, l'ull del labrador s'atura sobre una pila de llibres, al bufet de l'estada. Un dels llibres és "Els Nuls, el llibre" dirigida per Les Nuls.
- Els mallots de futbol de l'equip de Didier porten la inscripció "Chez Wam", que és la societat de producció d'Alain Chabat
- El cotxe que condueixen el grup de skinheads durant el film té la matricula 521 GUD 34.
- Lionel Abelanski compra un CD de Reinette l' Oranaise, pràcticament oblidada del gran públic en el rodatge del film.
- Durant el partit, el comentador repeteix diverses vegades el nom de Curelesse, cosa que dona Curelesse Curelesse, i l'espectador acaba per sentir Lescure, president de Canal+ a l'època del film.
- El nom del capità de l'equip del PSG és Lamar, el mateix nom que el capità del Libérator, el vaixell d'Objectif Nul. El jugador número 4 de l'equip del PSG es diu Jean-Pierre Jaoui, compost del nom de Bacri i del nom de la seva companya de l'època.
- A l'equip de futbol, Didier es diu Didje Hazanavicius, segurament en referència a Michel Hazanavicius, director de l'emissió: Les Nuls l'emission, on Serge Hazanavicius presenta igualment al film.
- 1997: Premis César: Millor òpera primera. 2 nominacions